# 彩羽
彩羽（いろは、1995年1月5日 - ）は、日本の女優。東京都出身。2023年末までアールジュー所属、現在はフリー。

## 出演

### テレビドラマ
- ラスト・シンデレラ 第5話（2013年、フジテレビ）
- 京都南署鑑識ファイル 11（2017年、テレビ朝日）
- 暇なJD・三田まゆ（2017年、テレビ朝日）
- &美少女 NEXT GIRL meets Tokyo 第1話（2017年、フジテレビ）安藤理沙 役
- この世にたやすい仕事はない 第1話（2017年、NHKBS）八重門悠水 役
- 緊急取調室 2nd season 第2話（2017年、テレビ朝日）高木の娘 役
- 日曜ワイド 検事・朝日奈耀子 19（2017年、テレビ朝日）
- 黒革の手帖（2017年、テレビ朝日）ホステス 役
- オトナ高校（2017年、テレビ朝日）
- DOCTORS 新春SP（2018年、テレビ朝日）
- 帯ドラマ劇場 越路吹雪物語（2018年、テレビ朝日）
- 日曜ワイド 写楽ホーム凸凹探偵団（2018年、テレビ朝日）
- ホリデイラブ 第7話（2018年、テレビ朝日）ネイリスト店員 役
- 鳴門秘帖（2018年、NHKBS）
- 噂の女（2018年、BSジャパン） ホステス 役
- バカボンのパパよりバカなパパ（2018年、NHK）クラブのお姉さん 役
- 世にも奇妙な物語「フォロワー」（2018年、フジテレビ）ネイリスト 役
- 未解決の女 警視庁文書捜査官 第6話（2018年、テレビ朝日）二川礼王 役
- 頭に来てもアホとは戦うな! 第9話・第10話（2019年、日本テレビ）
- 左利きのエレン〜特別編〜（2020年、U-NEXT）
- 微笑む人（2020年、テレビ朝日）
- 相棒 season19（2020年、テレビ朝日）ダンス指導
- 恋する母たち 第5話（2020年、TBS）週刊春潮編集部員 役
- カンパニー〜逆転のスワン〜 第4話・第5話（2021年、NHK）居酒屋店員 役
- 明治開化　新十郎探偵帖 第7話（2021年、NHKBSプレミアム）女中 役
- ただ離婚してないだけ 3話 (2021年、テレビ東京)マッチングアプリ女性 役
- 24 JAPAN 第13話（2021年、テレビ朝日）安藤優那役
- エアガール（2021年、テレビ朝日）仲居 役
- 特捜9 season4 第4話（2021年、テレビ朝日）坂口もも役
- 警視庁強行犯・樋口顕 (2022年、テレビ東京) OL役
- プリズム 5話 (2022年、NHK総合ドラマ10)看護師 澤井役
- シャイロックの子供たち（2022年、WOWOW)  - 佐藤奏 役
- Sister (2022年、読売テレビ、日本テレビ)レギュラー
- Dr.チョコレート (2023年、日本テレビ)オペチーム役
- ケイジとケンジ、時々ハンジ。 第7話（2023年、テレビ朝日）三浦春菜 役
- 勝利の法廷式 第7話（2023年、読売テレビ・日本テレビ）瓜生二重 役
- どうする家康 27話 (2023年、NHK大河ドラマ)巴侍女 役

### 映画
- THE LIMIT OF SLEEPING BEAUTY
- ボクはボク、クジラはクジラで、泳いでいる。- 新井ちゃん役
- AI崩壊
- グッドバイ～嘘からはじまる人生喜劇～
- ゼロの音

### バラエティ
- 今夜はナゾトレ（フジテレビ）
- 人生で大事なことは○○から学んだ（テレビ朝日）
- 水曜日のダウンタウン（TBS）
- 爆報! THE フライデー（TBS）再現VTR
- ありえへん∞世界（テレビ東京）再現VTR
- ありえへん∞世界（テレビ東京）再現VTR
- ギリシャ伸也 大和田伸也のギリシャ神話（NHK）
- めちゃ2イケてるッ! 変-1グランプリ（フジテレビ）
- 弁護士といっしょです SP（テレビ朝日）

### 舞台
- ねずみの嫁入り　2012（2012年）
- ぞめきの消えた夏（2013年）
- 動物達の謝肉祭（2013年）
- フリーダイヤル～0120～（2014年）
- 未完成の本棚（2014年）
- for love（2015年）
- free spirit（2015年）
- ｓｐｌｉｔＤＥＣＩＳＩＯＮ2（2015年）
- the END（2015年）
- そもそも石段の先に大霊界があるのが（2015年）
- ヒカケン～非科学的超常現象研究会のなんでもない1日～（2015年）
- 未来はイヌ小屋の中にある（2015年）
- メグリマス～クリスマスプレゼントをもらう方法～（2015年）
- 隣人の奏でる和音（2015年）
- ウギーな桜（2016年）
- 長い夜の後に（2016年）
- ニュー俺ラップ～韻フンデミル？～（2016年）- ヒロイン役
- 拝啓ゴミの中の思想郷にて（2016年）
- Happy Money ～不思議な銀行、日本上陸～（2017年）- ヒロイン役
- プレイユニットA→XYZ 「２００億の客船」（2018年）